# Ricardo Logiácono
Ricardo Santos Logiácono Nissoria (Rosario, Provincia de Santa Fe, Argentina; 24 de marzo de 1957) es un exfutbolista argentino. Jugaba como mediocampista ofensivo o enganche y su primer equipo fue San Martín de Mendoza. Su último club antes de retirarse fue Águila de El Salvador.

## Trayectoria
Nacido en Rosario, Ricardo Santos Logiácono realizó las inferiores en Newell's Old Boys, pero debutó en 1977 jugando para San Martín de Mendoza, donde se mantuvo hasta 1978. En 1979 se sumó a Juventud Unida de San Luis para jugar el Torneo Regional que le permitió clasificar al Nacional de ese mismo año, en el que el equipo puntano participó bajo el nombre de Alianza Juventud Pringles, debido a la fusión con el Club Deportivo Pringles.
En 1980 se fue a España para formar parte del hoy desaparecido Málaga, sin embargo, seis meses después regresó a Argentina para jugar nuevamente en San Martín de Mendoza. Entre 1981 y 1983 defendió los colores de Unión de Santa Fe. En 1984 pasó a Nueva Chicago. En 1986 se sumó a Juventud Antoniana, donde jugó hasta 1989. En 1992, y luego de tres años sin jugar, se marchó a El Salvador para integrarse a las filas de Águila, en donde se retiró.

## Clubes
| Club                        | País        | Año       |
| --------------------------- | ----------- | --------- |
| San Martín de Mendoza       | Argentina   | 1977-1978 |
| Juventud Unida de San Luis  | Argentina   | 1979      |
| Alianza Juventud Pringles   | Argentina   | 1979      |
| Málaga                      | España      | 1980      |
| San Martín de Mendoza       | Argentina   | 1980      |
| Unión de Santa Fe           | Argentina   | 1981-1983 |
| Nueva Chicago               | Argentina   | 1984-1985 |
| Juventud Antoniana de Salta | Argentina   | 1986-1989 |
| Águila                      | El Salvador | 1992-1993 |